# 阿明·埃斯梅爾內賈德
阿明·埃斯梅爾內賈德（波斯語：امین اسماعیل نژاد，1996年12月17日—），伊朗男子排球運動員，身高203cm，是伊朗國家男子排球隊成員。他曾隨國家隊參加2022年亞洲運動會，獲得金牌。現時效力於波蘭的球隊PGE Skra貝烏哈圖夫。

## 獎項

### 國家隊
- 亞洲排球錦標賽
  -  金牌 (1): 2021
  -  銀牌 (1): 2023
- 亞洲U23排球錦標賽
  -  金牌 (1): 2017
- 亞洲運動會
  -  金牌 (1): 2023

### 俱樂部
- 伊朗超級聯賽
  -  冠軍 (1): 2022 (Shahdab Yazd)
  -  第三名 (2): 2018 (Paykan Tehran), 2023 (Pas Gorgan)
- 亞洲俱樂部錦標賽
  -  第三名 (1): 2022

### 個人獎項
- 最佳接應: 2017年U23亞洲男子排球錦標賽
- 最佳接應: 2021/22伊朗超級聯賽
- 最有價值球員: 2021/22伊朗超級聯賽
- 最佳接應: 2022/23伊朗超級聯賽
- 最佳接應:  2023年亞洲男子排球錦標賽